# Mecatecno
Mecatecno is een historisch merk van motorfietsen.

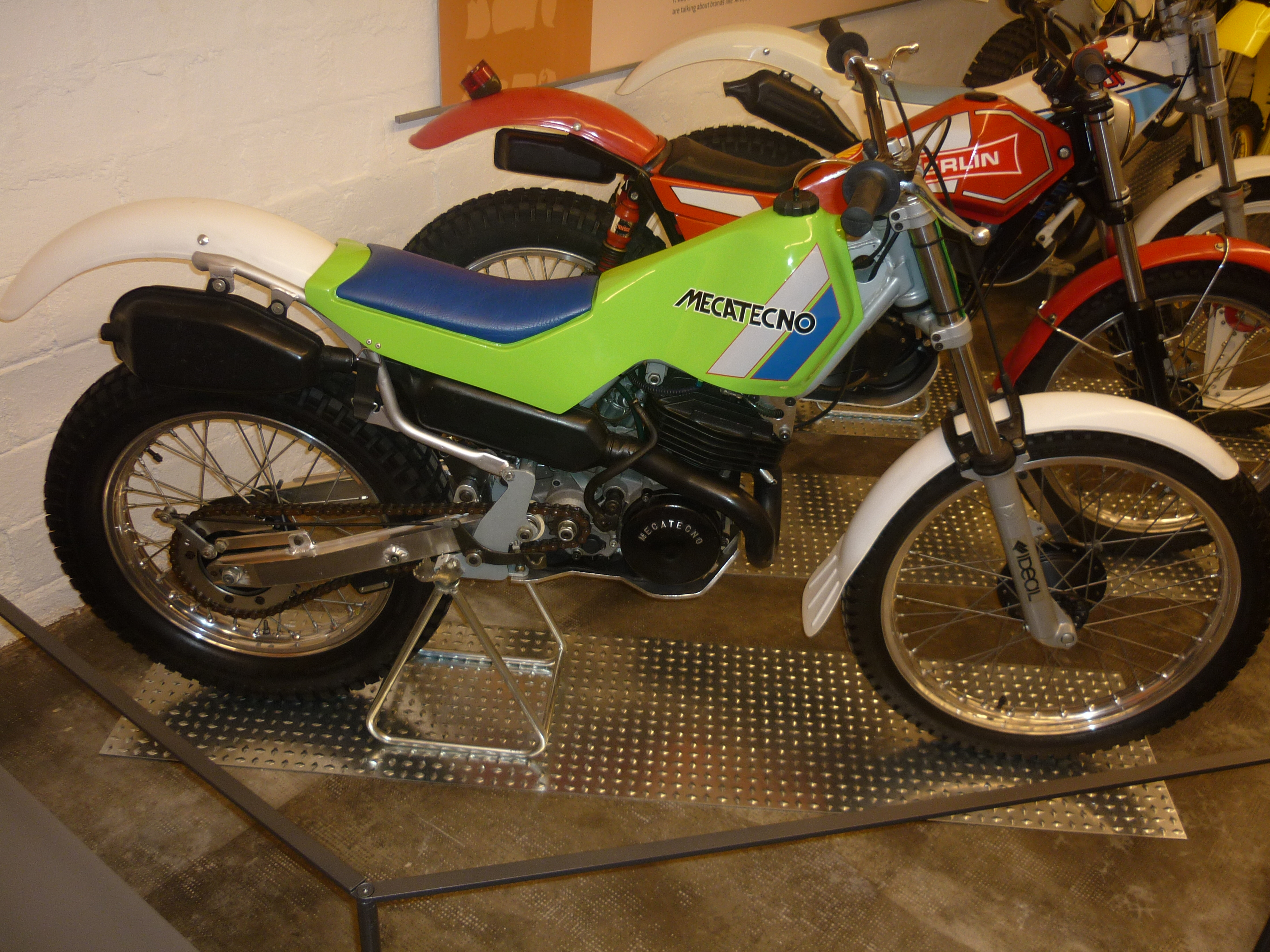
Mecatecno 325 trialmotor uit 1985

Mecatecno was een Spaanse fabriek die voornamelijk mini-motorfietsen bouwde. In 1985 kwam daar een 325 cc trialmotor bij.